# Max Deri

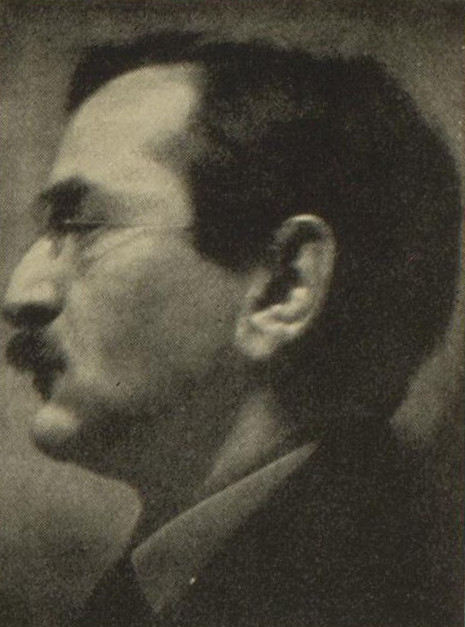
Max Deri, um 1927

Max Deri (geboren am 3. Januar 1878 in Pressburg, Österreich-Ungarn als Max Deutsch; gestorben am 2. September 1938 in Los Angeles) war Kunsthistoriker, Kunstkritiker und Psychologe. Er gilt als bekannter Kunstkritiker und -schriftsteller in der Weimarer Republik.

## Leben und Werk
Deri wurde 1878 als Sohn des Advokaten und Stadtrats in Pressburg Ignaz Deutsch und der Therese Pollak geboren. Als der Vater Chefredakteur der Wiener Allgemeinen Zeitung wurde, zog die Familie nach Wien. Dort absolvierte Deri 1897 am Akademischen Gymnasium seine Matura. Anschließend studierte er bis 1901 Maschinenbau an der Technischen Hochschule Berlin-Charlottenburg. Bereits zum Wintersemester 1901/02 immatrikulierte er sich an der Philosophischen Fakultät der Berliner Universität. Er studierte dort Kunstgeschichte, nur im Sommersemester 1902 studierte er in Wien. Seinem Doktorvater Adolph Goldschmidt folgend, wurde er 1905 in Halle über „Das Rollwerk in der deutschen Ornamentik des 16. und 17. Jahrhunderts“ promoviert. Die Dissertation zeigt eine durch Goldschmidt methodisch geprägte Stilistik, deutet aber noch nicht auf die künftigen Spezialgebiete Deris hin. 1913/14 hielt Deri Vorträge an der „Akademie für Jedermann“ der Kunsthalle Mannheim. 1916 zog er nach Berlin, wo er publizistisch, vor allem als Kunstkritiker für die Berliner Zeitung am Mittag, tätig war und für die Kunsthandlung von Paul Cassirer arbeitete.
Sein Hauptgebiet wurde die Kunst des 19. und frühen 20. Jahrhunderts. Dabei arbeitete er auf sozialgeschichtlicher und psychoanalytischer Grundlage. Daneben schrieb er für verschiedene Tageszeitungen und Fachzeitschriften, unter anderem für die »Schaubühne«, die psychoanalytische Zeitschrift »Imago« (1912–1937; hg. von Sigmund Freud), den »PAN« und den expressionistischen Sturm.
Wichtige Bücher entstanden zu Beginn der 1930er Jahre, zum Beispiel »Die Stilarten der bildenden Kunst im Wandel von zwei Jahrtausenden« (Berlin, Leipzig 1931). Deri schloss sich auch der pazifistischen Bewegung des Aktivismus an.
Deri war jüdischer Abstammung. Der Namenswechsel in seiner Familie erfolgte aufgrund der Konversion zum christlichen Glauben. Nach der Machtergreifung der Nationalsozialisten 1933 wurde er als jüdischer Intellektueller entlassen, emigrierte 1933 oder 1934 zunächst in die Tschechoslowakei.
Deris zweite Ehefrau Frances Hertz (1880–1971), die er in Berlin kennengelernt hatte, war eine bekannte Psychoanalytikerin (Promotion 1902). Ebenfalls jüdischer Herkunft, emigrierte sie schon 1935 in die Vereinigten Staaten. Max Deri und die beiden Söhne folgten 1937, wo Deri kurze Zeit später in Los Angeles starb.
Deris Schwägerin Bella Alten-Deri war eine Sopranistin der Wiener Staatsoper.

## Schriften
- Versuch einer Psychologischen Kunstlehre. Stuttgart 1912[5]
- Einführung in die Kunst der Gegenwart. Leipzig, 1919
- Die neue Malerei. Sechs Vorträge. Mit 95 Abbildungen.  E.A. Seemann, Leipzig 1921
- Naturalismus, Idealismus, Expressionismus. Seemann, Leipzig 1922
- Die Malerei im XIX. Jahrhundert. Rembrandt Verlag, Berlin 1923
- Das Bildwerk: eine Anleitung zum Erleben von Werken der Baukunst, Bildhauerei und Malerei. Dt. Buch-Gemeinschaft, Berlin 1924
- Naturobjekt und Menschenwerk: über einen Unterschied in der wissenschaftlichen Betrachtung natürlicher und künstlicher Sachverhalte. I.P.V., Wien 1931. ("Sonderabdruck aus 'Imago, Zeitschrift für Anwendung der Psychoanalyse auf die Natur- und Geisteswissenschaften' (herausgegeben von Sigm. Freud), Bd. XVII (1931))
- Die Stilarten der bildenden Kunst im Wandel von zwei Jahrtausenden. Bong, Berlin 1933
- Die Malerei im XIX. Jahrhundert: entwicklungsgeschichtliche Darstellung auf psychologischer Grundlage. 2 Bände, Cassirer, Berlin 1919/20